# Okay (film)
Okay er en dansk film fra 2002, instrueret af Jesper W. Nielsen efter et manuskript af Kim Fupz Aakeson.

## Handling
Filmen handler om den stærkt egenrådige socialrådgiver Nete, spillet af Paprika Steen, hvis far (spillet af Ole Ernst) får konstateret en sygdom der gør at han måske snart skal dø. Hun beslutter at faren skal flytte ind hos hende, hendes mand og datter, hvilket vender op og ned på familien.

## Medvirkende
- Paprika Steen
- Troels Lyby
- Ole Ernst
- Nicolaj Kopernikus
- Laura Drasbæk
- Lotte Andersen
- Trine Dyrholm
- Jesper Christensen
- Birthe Neumann
- Henrik Prip
- Lars Ranthe
- Mette Horn
- Michael Moritzen
- Molly Egelind